# Німці Аргентини
Німці Аргентини (нім. Deutschargentinier, ісп. germano-argentinos) — це люди німецького походження та громадяни Німеччини, що проживають в Аргентині, є нащадками тих, хто колись іммігрував до Аргентини з Німеччини та інших країн Європи. Деякі з них спочатку оселилися в Бразилії, а потім емігрували до Аргентини. Хоча Німеччина як політичне утворення була заснована в 1871 році, німецька мова в культурному аспекті традиції завжди мала важливіше значення порівняно з країною походження для формування етнічної та національної свідомості німців. У сучасний період німецькі аргентинці складають четверту за чисельністю етнічну групу в Аргентині, нараховуючи понад два мільйони громадян. Це свідчить про їхню суттєву роль у формуванні та розвитку багатоаспектної культурної мозаїки аргентинського суспільства.
Німецькі аргентинці створили німецькомовні освітні установи, такі як Hölters Schule, і німецькомовні газети, такі як Argentinisches Tageblatt («Щоденна аргентинська газета»). У деяких місцевостях країни нащадки німецьких іммігрантів становлять більшість населення.

## Німецька імміграція в Аргентину

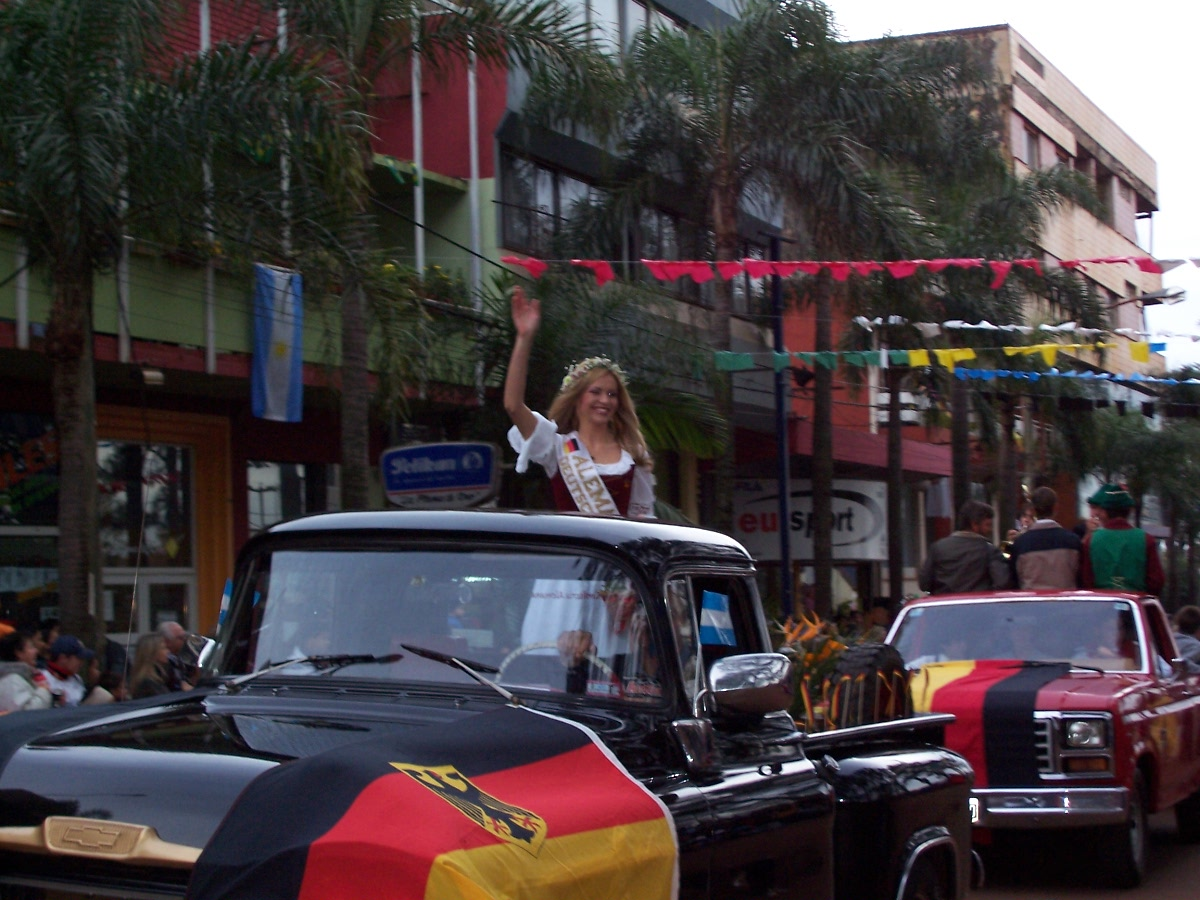
Королева німецької спільности на Національний фестиваль іммігрантів в м. Обера, (Місьйонес)

Населення Аргентини подвоїлося через приплив мільйонів європейських іммігрантів під час Великої європейської імміграції до Аргентини мМіж 1885 роком і Першою світовою війною. Німецькі спільноти активно розвивалися в різних провінціях, зокрема в центральних та південних регіонах провінції Буенос-Айрес (навколо таких міст як Коронель-Суарес, Олаваррія, Торнквіст тощо), у провінції Ентре-Ріос, на сході провінції Ла-Пампа, у провінціях Місьйонес і Кордова, у деяких місцевостях провінції Чако тощо. Тим часом міське німецьке населення, яке осіло в місті Буенос-Айрес, створювало власні німецькі навчальні заклади, лікарні, магазини, театри, спортивні клуби та банки. Багато з тих, хто прибував безпосередньо з Німеччини та оселився у містах, були асимільовані в вищий середній клас, але зберегли міцні зв'язки з німецькою культурою, забезпечуючи своїм дітям німецьку освіту, щоб уникнути невигідного положення у випадку повернення до Німеччини.

Відсоток іммігрантів із Німецької імперії у різних місцевостях Аргентини, визначений згідно з переписом 1914 року. Значна частина німців, що прибули в Аргентину, походили з територій, що лежали за межами кордонів Німеччини, і, отже, вони не враховані на цій карті.

Німецька імміграція до Аргентини відбувалася протягом п'яти основних періодів часу:
- до 1870,
- 1870—1914,
- 1918—1933,
- 1933—1940,
- після 1945[джерело?]

У початковому періоді цифри були загалом невеликими, і варто зазначити, що німецькі колонії, які були вперше засновані в провінції Буенос-Айрес у 1827 році, відзначалися низькою кількістю іммігрантів. Проте у другий період в Аргентині спостерігався значний приріст імміграції, спричинений економічним зростанням у порту Буенос-Айреса та Пампі. Представники німецької діаспори почали організовувати видання газет, засновувати школи та формувати соціальні клуби. Серед місцевого населення поступово виникала нова, характерна для німецько-аргентинської спільноти ідентичність.

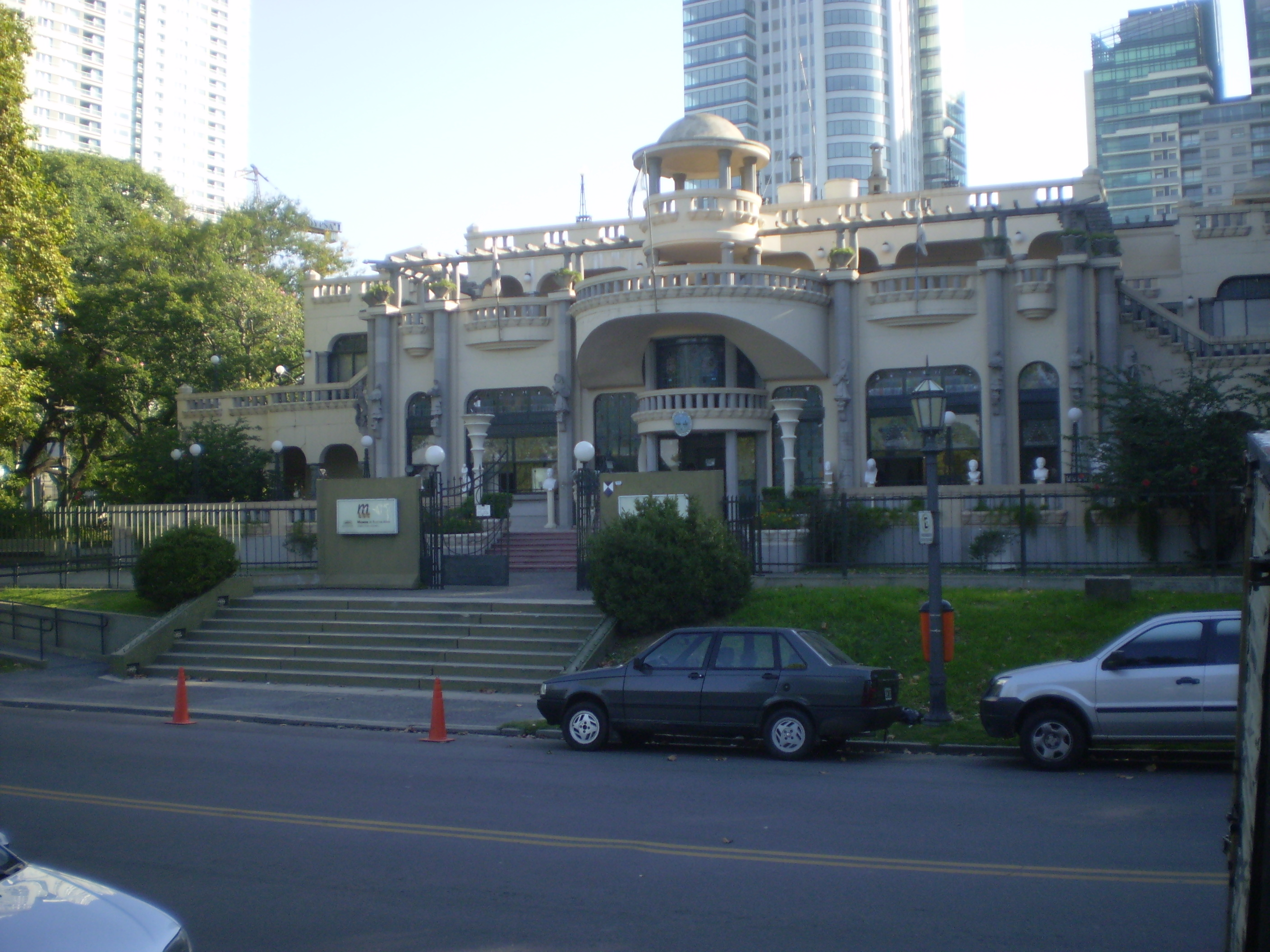
Колишній Мюнхенський пивний зал, нині Адміністрація муніципальних музеїв, Буенос-Айрес.

У третьому періоді, після перерви, обумовленої Першою світовою війною, імміграція до Аргентини відновилася, і німці стали найбільш численною групою прибульців. Це можна пояснити посиленням імміграційних обмежень у Сполучених Штатах і Бразилії, а також спричинено погіршенням умов у Європі після Першої світової війни. Двома найбільшими роками німецької імміграції до Аргентини були 1923 та 1924, і кількість новоприбулих складала приблизно 10 000 осіб щороку. Цей період викликає особливий інтерес, оскільки старші групи німецькомовних осіб стали відчувати культурну кризу через політику асиміляції з боку аргентинської держави. Тим часом нові прибульці відновили німецькі культурні установи і створили нові. Між 1905 і 1933 роками кількість німецьких шкіл зросла з 59 до 176. Хоча вони розташовані по всій Аргентині, понад 80 % знаходилися в провінції Буенос-Айрес, Місьйонес або Ентре-Ріос у 1933 році. Крім того, кількість учнів німецьких шкіл зросла з 3300 у 1905 році до 12900 у 1933 році.
У передостанній період, з 1933 по 1940 рік, Аргентина пережила черговий сплеск німецької імміграції. Більшість новоприбулих були євреями з Німеччини, хоча прибули й німецькі противники нацизму. Половина із 45 000 німецькомовних іммігрантів, які прибули у цей період, обрали місто Буенос-Айрес своїм новим місцем проживання. Їхня кількість становила 28 % від загальної імміграції до країни, оскільки масова міграція до Аргентини сповільнювалася. Було проведено два дослідження, що вивчали вплив цих прибульців на газету «Das Argentinische Tageblatt» і те, як вона використовувалася антинацистськими іммігрантами для участі в дискусії про фашизм[джерело?].
Останній період німецької імміграції до Аргентини стався між 1946 і 1950 роками, коли президент Хуан Перон наказав створити «Пацючі стежки» для втечі визначних нацистських, колабораціоністських та інших фашистських постатей з Європи. У цей час аргентинські дипломати та агенти розвідки, за директивами Перона, ефективно підтримували концепцію прийняття колишніх політичних лідерів з Німеччини.
Між 1946 і 1952 роками країна прийняла 12 000 іммігрантів з Німеччини, що є меншою кількістю порівняно з попередніми періодами. Це означало, що питання акультурації та збереження мовної та культурної стійкості розглядалися по-різному. Ця група була більш розсіяною, тому більше взаємодіяла з загальною культурою Аргентини. Крім того, через антинімецькі настрої, що виникли після Другої світової війни, існуючий процес асиміляції не зустрів опору новоприбулих.

## Імміграція поволзьких німців до Аргентини

Відсоток людей, які народилися в Російській імперії (перепис 1914 року в Аргентині)

На запрошення Катерини II 30 000 німців іммігрували в долину Волги в Росії, з 1764 по 1767 рік заснувала 104 німецькі села. Черезстоліття після прибуття перших німців до Поволжя Росія прийняла закон, який скасував багато привілеїв, обіцяних їм Катериною II. Настрої в Росії стали відкрито антинімецькими. Країна вперше втрутилася у систему німецького місцевого самоврядування. У 1874 році новий військовий закон встановив, що всі російські чоловіки, які досягли 20 років, зобов'язані служити в армії протягом 6 років. Для німецьких колоністів це було великим розчаруванням. У 1880-х роках російський уряд почав приховано вторгатися в німецькі школи.
Точно в той час, коли Росія обмежувала привілеї, які були надані німцям у попередній епосі, кілька американських штатів намагалися привертати поселенців, пропонуючи заохочення, аналогічні тим, що були під час Катерини II. Невдовзі після того, як законопроект про військову службу став законом, як протестанти, так і католики з Поволжя зібралися та обрали делегації для подорожі через Атлантичний океан, щоб вивчити умови поселення в таких країнах, як Сполучені Штати, Аргентина, Бразилія та Канада .
Багато католиків з числа німців Поволжя обрали Південну Америку своєю новою батьківщиною, оскільки римо-католицька релігія була офіційною в Бразилії та Аргентині. Співвідношення католиків серед поволзьких німців у Південній Америці становило 7 до 1. У Росії ситуація була протилежною: протестанти серед поволзьких німців переважали католиків приблизно в 2 рази. Таким чином, незважаючи на розповіді про перенаправлення іммігрантів з поволзьких німців до Південної Америки проти їхнього бажання чи відправлення їх туди через відмову у в'їзді до США через стан здоров'я, Бразилія та Аргентина були запланованими пунктами призначення для багатьох іммігрантів з поволзьких німців-католиків.

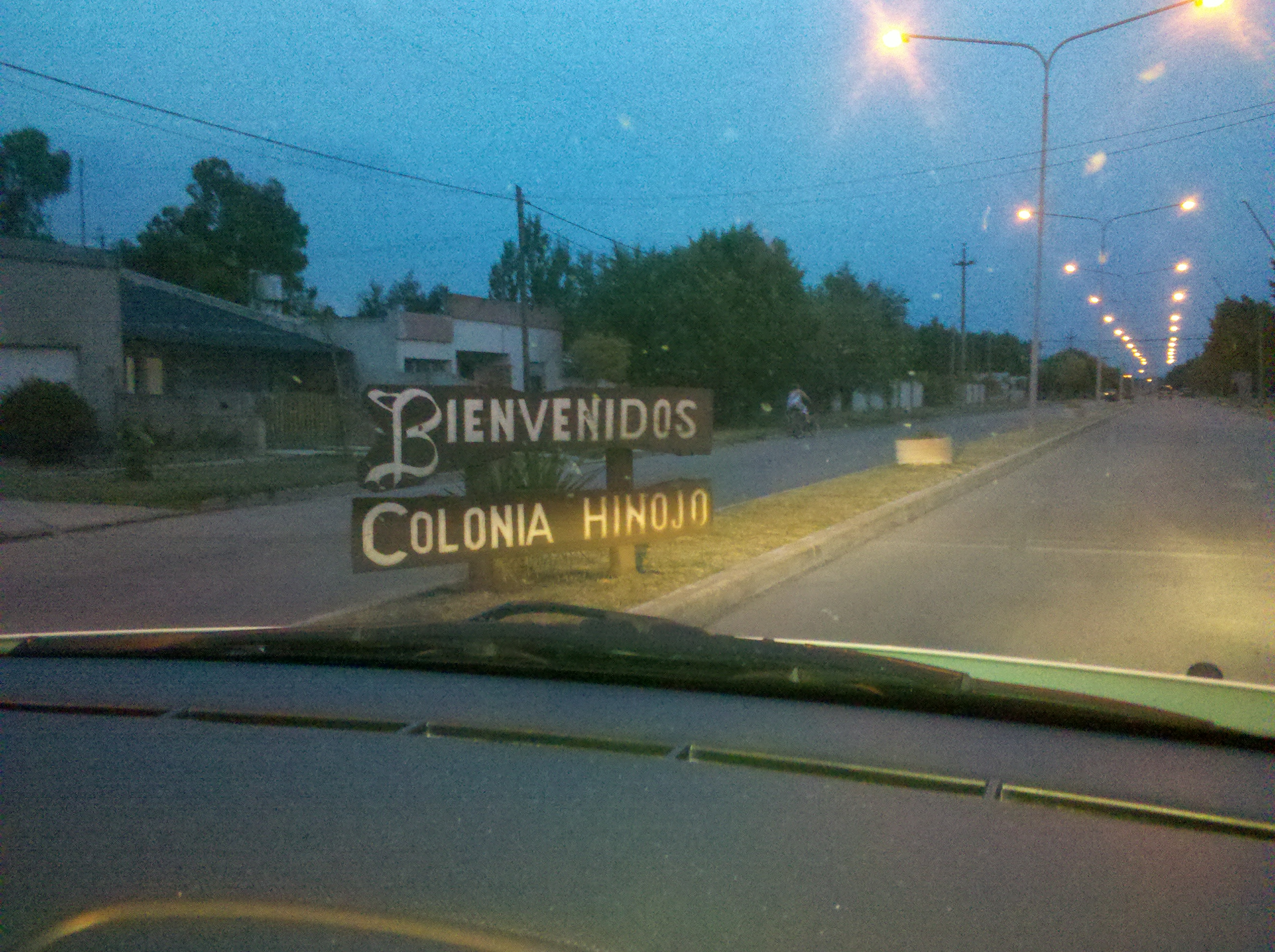
В'їзд до Колонія-Інохо

Під керівництвом Андреаса Басгалла німці з Поволжя почали переселятися до Аргентини з Бразилії в грудні 1877 року. У січні 1878 року вони заснували першу колонію німців з Поволжя під назвою Інохо (ісп. Hinojo) в провінції Буенос-Айрес.
Деякі значні групи німців з Поволжя, які планували їхати у Бразилію, були перенаправлені до Аргентини. Вони заснували свої поселення в Колонії Хенераль-Альвеар у провінції Ентре-Ріос, яка об'єднала в собі 6 сіл німців з Поволжя. Протягом наступних кількох років до Аргентини прибули додаткові німці з Поволжя, деякі з Бразилії, а інші прямо з Росії. Багато інших поаолзьких німців оселилися в колоніях навколо м. Коронель-Суарес у провінції Буенос-Айрес.
Перший перепис поволзьких німців в Аргентині був проведений 31 березня 1881 року в Колонії Хенераль-Альвеар, провінція Ентре-Ріос. Повний індекс перепису всіх сіл у колонії можна знайти тут . Ця колонія включала шість сіл: Асунсьйон (нім. Spatzenkutter), Консепсьйон (ісп. Valle María), Сан-Хосе (бразильське), Агрикульторес (протестантське), Сан-Франциско (нім. Pfeiffer) і Сальто (нім. Koeller). У цьому переписі вказана дата прибуття в колонію (24 групи між 22 січня 1878 та 24 квітня 1880 року), ім'я, національність, сімейний стан, вік і рівень грамотності. П'ять із шести сіл були католицькими, а єдиним лютеранським селом було Агрикульторес (нім. Protestantendorf).

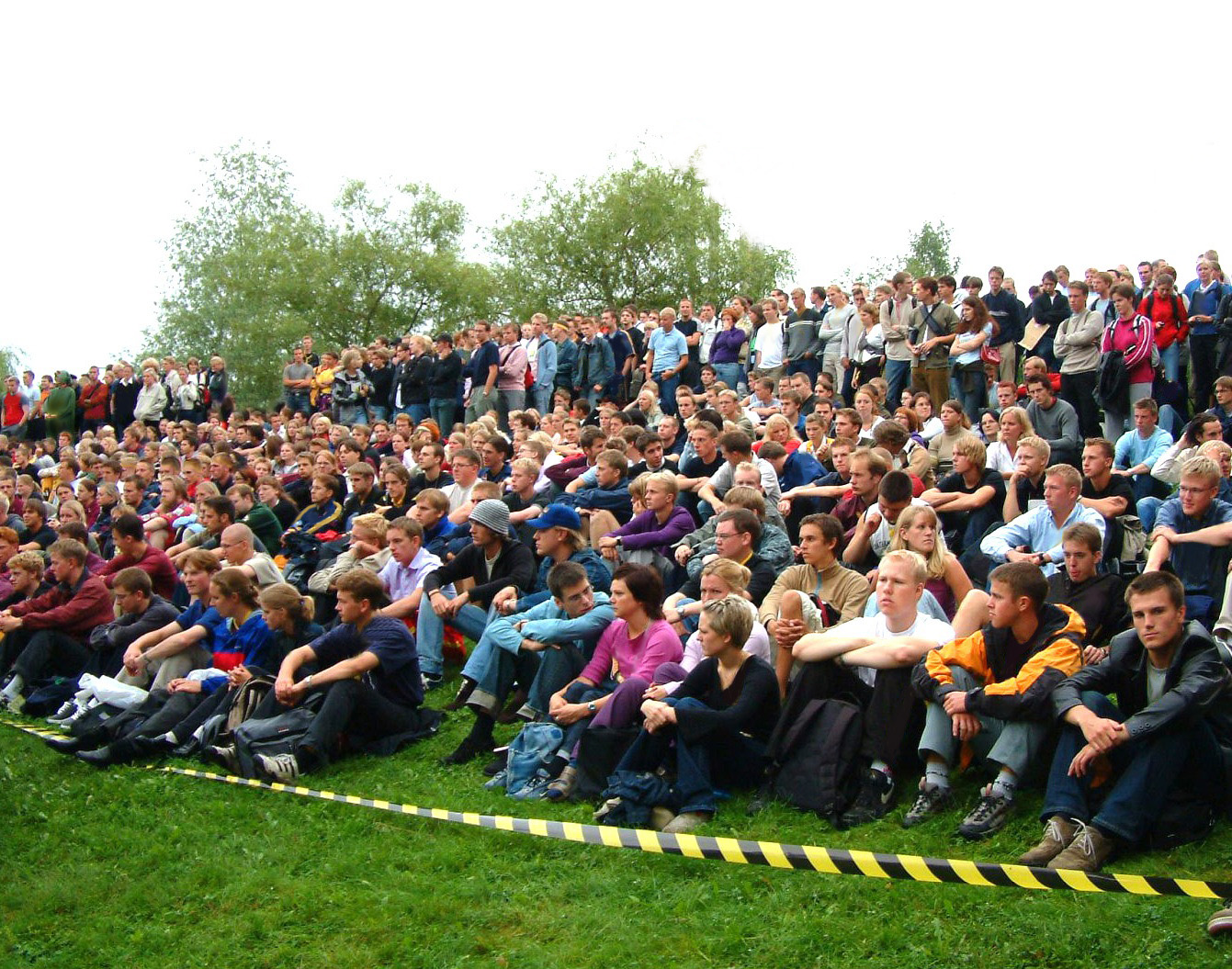
Німецькі аргентинці з Креспо (Ентре-Ріос), Ентре-Ріос

Від обох вихідних пунктів, Колонія Хенераль-Альвеар і Колонія Інохо, німецькі поселення розповсюджувались у всі напрямки. В Ентре-Ріосі залишається п'ятнадцять сіл, які заселили нащадки перших поселенців. Дванадцять із них мають католицький корінь, тоді як три інші є протестантськими. На сучасний момент більшість населення німців з Поволжя в провінції Ентре-Ріос проживає в містах, таких як Креспо, Рамірес, Урдінаррайн, Галарса та Масья, де вони становлять більшість населення.

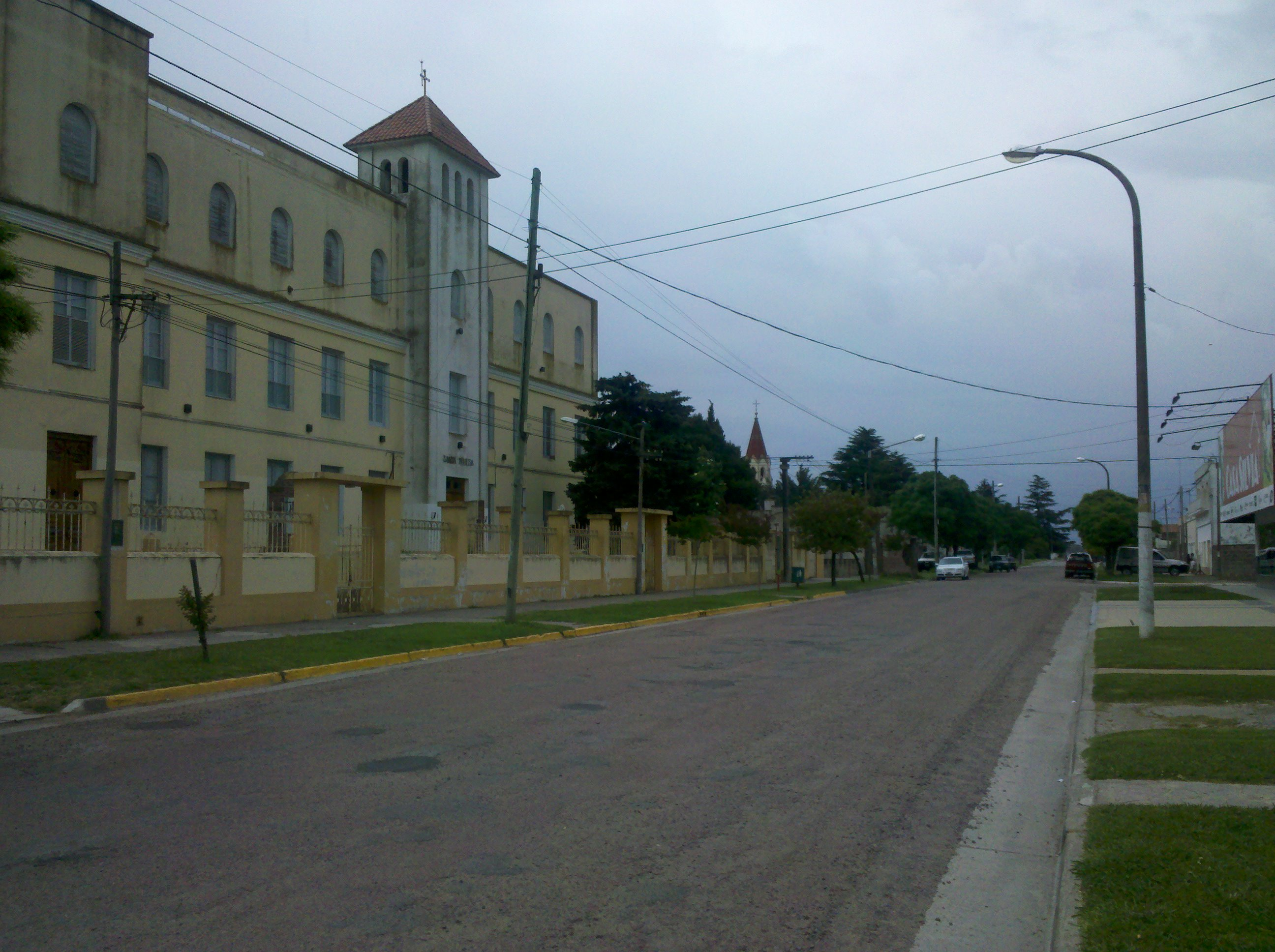
Початкова та середня школа у Санта-Тересі

Розселення з Колонії Інохо рухалося на захід, охоплюючи південь провінції Буенос-Айрес і схід провінції Ла-Пампа; відтак воно досягло провінції Кордова та провінції Чако. У провінції Ла-Пампа католицькі поселенці прибули з півдня провінції Буенос-Айрес, а протестанти — з провінції Ентре-Ріос. Перші заснували колонію Санта-Марія та колонію Санта-Тереса, а другі — Гуатраче, Хенераль-Сан-Мартін і Альпачірі..
Наприкінці 19 і на початку 20 століття Аргентина була країною з ліберальними тенденціями та дуже високим рівнем ВВП на душу населення. Незважаючи на те, що протягом десятиліть до країни проникала протилежна ідеологія (хоча не настільки великою мірою), покоління, народжене в Поволжі, вже давно вимерло в Аргентині. Тому після прибуття сімей поволзьких німців до країни вони відчували себе дуже щасливими, навіть за початкових труднощів, оскільки вони нарешті відчували свободу. На відміну від своїх співвітчизників в Росії, поволзькі німці в Аргентині ніколи не були заслані, і їм не довелося стикатися з голодом, як радянський голод 1930—1933 років у Поволжі, ні масових розстрілів і депортацій, як за сталінського режиму. Зрештою, їх ніколи не розкуркулювали, вони зберігали свою землю і свою худобу – те, чим вони пишаються донині. Імміграція німців з Росії до Аргентини трималася стабільно до початку Першої світової війни. Креспо в провінції Ентре-Ріос і Коронель-Суарес в провінції Буенос-Айрес стали одними з найзначніших областей колонізації, оскільки в обох містах нащадки німців з Поволжя стали значною частиною населення. На сьогоднішній день нащадки цих перших поселенців проживають розсіяно по всій Аргентині. Багато з них, зокрема нащадки засновників, через поділ спадкових земель на менші ділянки змушені були залишити початкові місця колонізації та шукати нові можливості, часто в містах навколо початкових поселень.
Факт, що Аргентина є одним з ключових виробників зерна у світі, частково пов'язаний із зусиллями громадян німецького походження з Поволжя, які оселилися в країні.

## Історичні зв'язки між Аргентиною та Німеччиною
Аргентина та Німеччина розвивали тісні зв'язки одна з одною з часів першої хвилі німецької імміграції до Аргентини. Між цими країнами сформувалися процвітаючі відносини ще під час об'єднання Німеччини, в підсумку, Німеччина займає привілейоване положення в аргентинській економіці. Згодом, Аргентина утримувала стійкі економічні зв'язки з імперською Німеччиною і з Британською імперією, підтримуючи їхні економіки військового часу за допомогою поставок під час Першої світової війни. 
Військовий зв'язок між Аргентиною та Пруссією часто підкреслювався, а визнання та симпатії до Німеччини серед генерального штабу в Буенос-Айресі сприяли установленню політики нейтралітету Аргентини під час Першої та більшої частини Другої світових воєн .Велика Британія та Сполучені Штати Америки розуміли загрозу того, що частина німецькомовних мешканців Аргентини, п їхня кількість становила чверть мільйона, може діяти як агенти Рейху. Багато аргентинців відкрито висловлювали підтримку нацистській Німеччині[джерело?].
Після Другої світової війни за правління Хуана Перона Аргентина брала участь у створенні та сприянні таємним маршрутам втечі з Німеччини до Південної Америки для колишніх службовців СС . Багато колишніх нацистських чиновників емігрували до різних країн, включаючи Сполучені Штати Америки, Росію та Аргентину, щоб уникнути судового переслідування. Деякі з них жили в Аргентині під своїми справжніми іменами, а інші отримали нові особи. Серед відомих нацистів, які емігрували до Аргентини, є оберштурмбанфюрер Адольф Айхман, лікарі Йозеф Менгеле та Аріберт Гайм, командир Еріх Прібке, комендант Едуард Рошманн і генерал-лейтенант Людольф фон Альвенслебен .

## Німецький вплив на культуру Аргентини

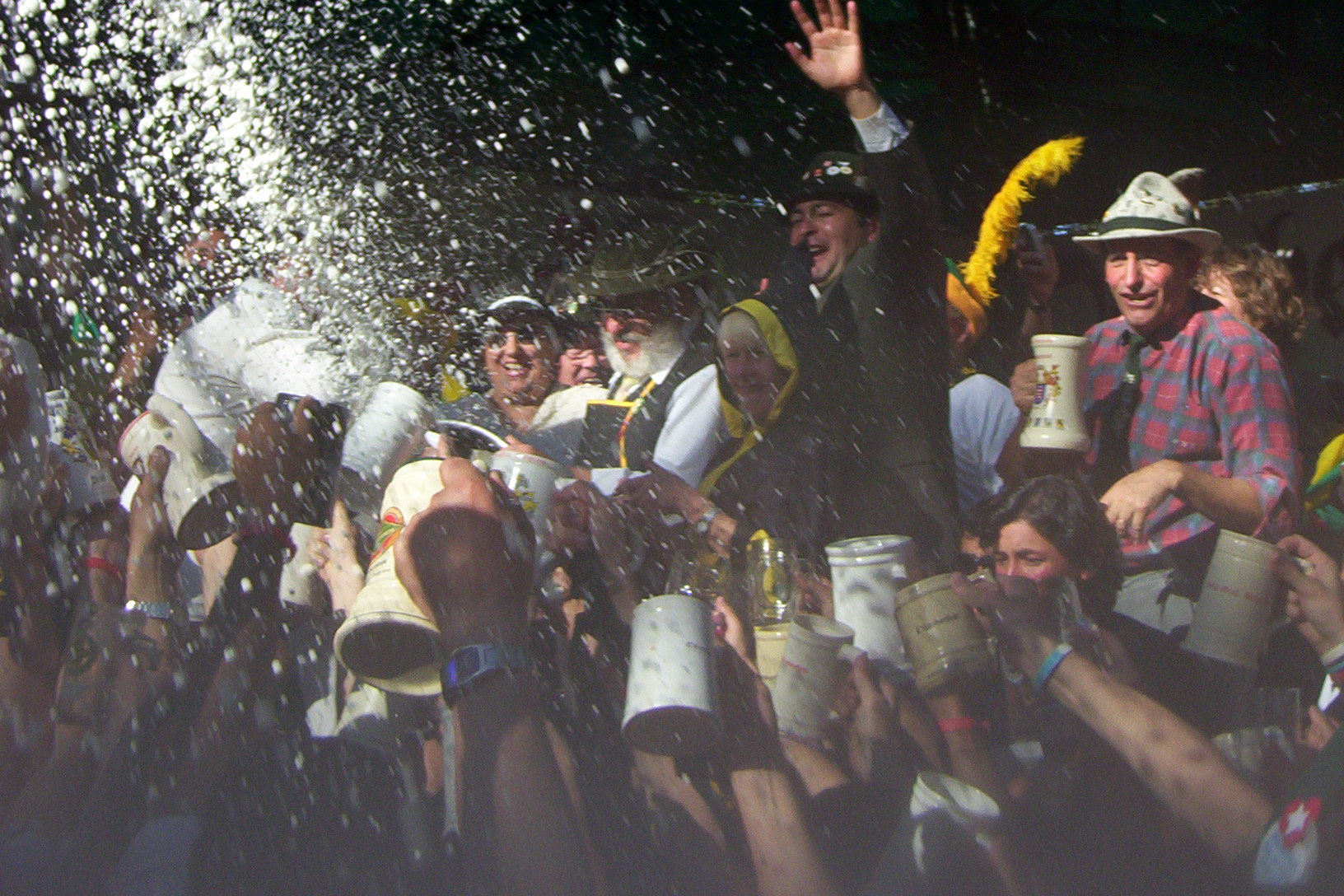
Октоберфест у м. Вілья-Хенераль-Бельграно

### Кухня
Вплив німецької культури проявився також у аргентинській кухні; наприклад, торт «Achtzig Schlag», або «Torta Ochenta Golpes» в перекладі, можна знайти в деяких пекарнях країни. Крім того, такі страви, як чукрут (квашена капуста) і багато різних видів сосисок, схожих на братвурст, також увійшли до основної аргентинської кухні.

### Мова
Сьогодні більшість німецьких аргентинців не використовують німецьку мову вдома; однак деякі оцінки показують, що приблизно 1,8 мільйона аргентинців ненімецького походження в певній мірі володіють німецькою мовою.Це мова, яку можна почути по всій країні, і це частково підтримується наявністю німецькомовних аргентинців і деякими діловими зв'язками. В даний час це п'ята мова за кількістю носіїв в Аргентині.

## Німецькі колонії в Аргентині
Це не вичерпний список.

### Провінція Буенос-Айрес
- Колонія Ірохо (ісп. Colonia Hinojo, заснована 5 січня 1878) — спочатку називалася Колонія Санта-Марія і Каменка (за назвою села поволзьких німців у Росії). Розташована в окрузі Олаваррія
- Колонія Монте-Ла-Плата (ісп. Colonia Monte La Plata, заснована 1906) — переважно заселена чорноморськими німцями .
- Колонія-Ньєвас (ісп. Colonia Nievas, заснована 1885) — колоністи називають її Hölzel.
- Колонія Сан-Мігель (ісп. Colonia San Miguel, заснована 3 жовтня 1881) — поселенці називали Dehler.
- Колонія Санта-Роса (ісп. Colonia Santa Rosa, заснована 1899).
- Колонія Сан-Мігель-Арканхель (ісп. Colonia San Miguel Arcangel, заснована 1903).
- Коронель-Суарес[en] (ісп. Coronel Suárez, заснована 1883).
- Сан-Хосе (ісп. San José, заснована 1887) — колоністи називають її Dehler, розташоване в окрузі Коронель-Суарес .
- Санта-Трінідад (ісп. Santa Trinidad, заснована 1887) — названа колоністами Гільдманном (нім. Hildmann) і розташована в окрузі Коронель-Суарес
- Санта-Марія (ісп. Santa María? заснована 1887) — колоністи називали її Каменка, розташоване в окрузі Коронель-Суарес
- Сьєрра-де-ла-Вентана[en] (ісп. Sierra de La Ventana, заснована 1908)
- Стредер (ісп. Stroeder)
- Торнквіст[en] (ісп. Tornquist, заснована 1883)
- Вілья-Хесель[en] (ісп. Villa Gesell, заснована 1931)
- Вероніка (ісп. Verónica)

### Провінція Ентре-Ріос
- Креспо[en]
- Колонія Хенераль-Альвеар[es] (1878), включає наступні 5 хуторів: Aldea Valle María (Mariental), Aldea Spatzenkutter, Aldea Salto (Kehler) або Santa Cruz, Aldea San Francisco (Pfeiffer), Aldea Protestante
- Aldea Brasilera (1879)
- Aldea María Luisa (1883)
- Aldea San Juan (1889)
- Aldea San Antonio (1889)
- Aldea Santa Celia (1889)
- Aldea San Miguel (1899)
- Aldea Santa Anita (1900)
- Aldea San Isidro (1921)
- Villa Paranacito (1906)

### Провінція Кордова
- Колонія Санта-Марія
- Колонія Сан-Хосе
- Колонія Ельдорадо
- Вілья-Хенераль-Бельграно[en]
- Ла-Кумбресіта[en]
- Вілья-Берна
- Вілла-Альпіна
- Вілья-Марія[en] (з італійськими та англійськими іммігрантами)
- Колонія Бісмарк
- Колонія Бремен
- Корраль-де-Бустос
- Сільвіо-Пелліко (з італійськими іммігрантами)

### Провінція Ла Пампа
- Колонія-Санта-Марія[en] (1909)
- Альпачірі[en] (1910)
- Колонія-Сан-Хосе[en] (1910)
- Колонія-Барон[en] (1915)
- Вініфреда[en] (1915)
- Колонія Санта-Тереса (1921)

### Провінція Чако
- Хуан-Хосе-Кастеллі[en]
- Ла-Флорида

### Провінція Санта-Фе
- Colonia Esperanza[en] (швейцарська німецька)
- Colonia San Carlos (швейцарська німецька)
- Colonia San Jerónimo/San Jerónimo Norte (швейцарська німецька)
- Gödeken

### Провінція Неукен
- Вілья-Ла-Ангостура[en]
- Вілья-Трафуль[en] (1936)
- Сан-Мартін-де-лос-Андес[en] (1898)

### Провінція Ріо-Негро
- Сан-Карлос-де-Барілоче (1895)
- Пуерто-Блест[en]
- Колонія Пасо-Флорес[en]
- Колонія-Свіса[en] (швейцарська німецька)

### Провінція Місьйонес
- Ельдорадо[en] (1919)
- Пуерто-Ріко[en] (заснований католиками — етнічними німцями, записаними як громадяни Бразилії, коли вони прибули до Аргентини)
- Монтекарло[en] (заснований етнічними німцями-протестантами, записаними як бразильці, коли вони прибули до Аргентини)
- Команданте-Андресіто[en]
- Обера
- Бонпланд[es]

### Провінція Коррієнтес
- Колонія-Льєбіг[es] (разом з польськими та українськими іммігрантами)
- Колонія-Прогресо

## Кільмес
Cervecería y maltería або Quilmes Beer Company — аргентинська пивоварня в Кільмесі, провінція Буенос-Айрес, була заснована німецьким іммігрантом Отто Бембергом в 1888 році. Його правнучка Марія Луїза Бемберг керувала компанією до своєї смерті в 1995 році, а її син, Карлос Мігенс Бемберг, відігравав роль директора з 1989 року до своєї відставки 17 травня 2006 року.

## Сан-Карлос-де-Барілоче

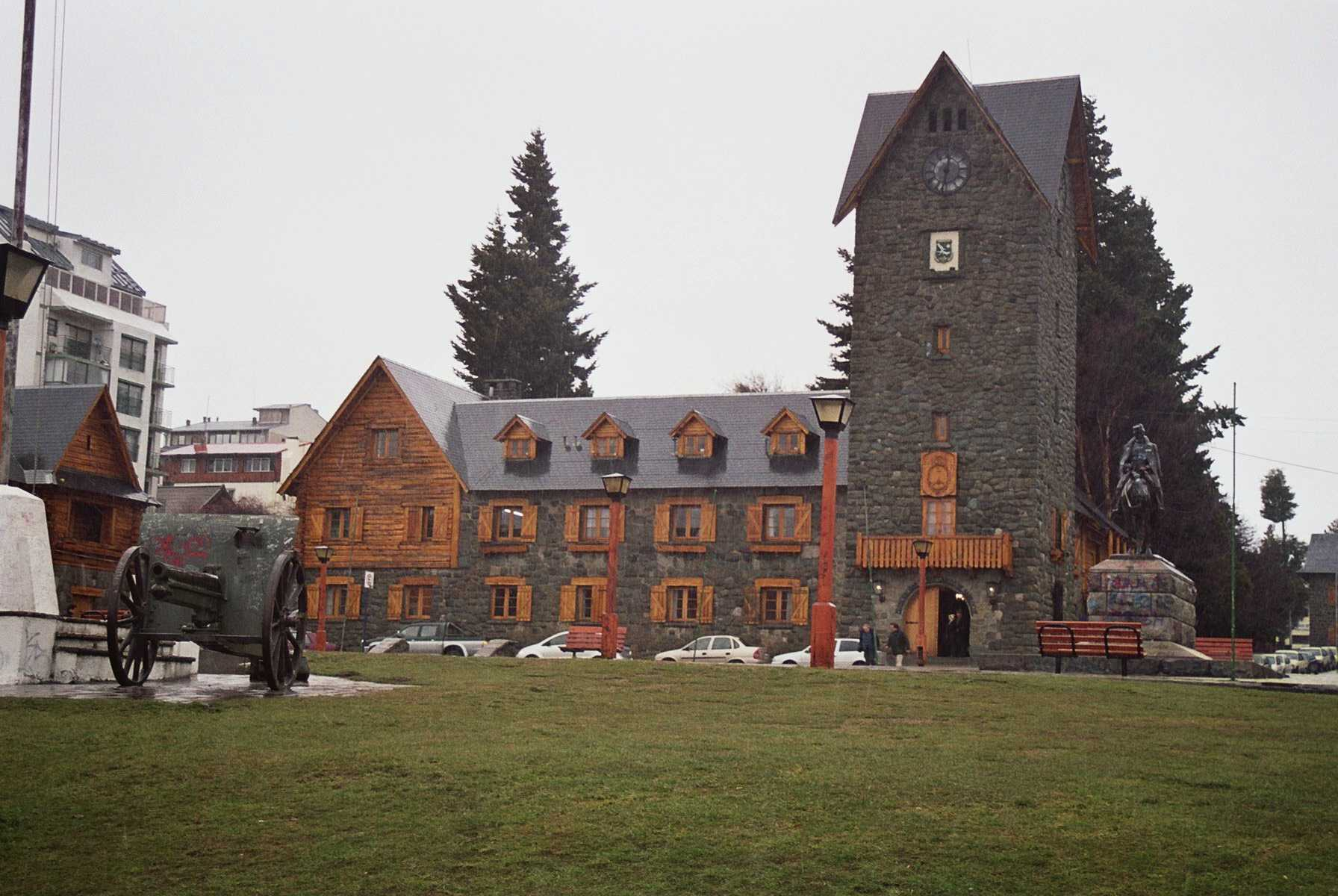
Архітектура Сан-Карлос-де-Барілоче.

Вплив німецьких, швейцарських та австрійських іммігрантів суттєво вплинув на розвиток міста, як і на багато інших поселень, заснованих німецькими колоністами. Сучасне обличчя міста віддзеркалює багато прикладів архітектурного стилю, інтродукованого цими іммігрантами. Його назвали на честь Карлоса Вайдерхольда, німецького чилійця з міста Осорно, який оселився в цьому регіоні, і місто стало одним із найкращих туристичних напрямків Аргентини.

## Статистика
| рік      | німецькі іммігранти | Всього іммігрантів | % німецьких іммігрантів |
| -------- | ------------------- | ------------------ | ----------------------- |
| 1919 рік | 1,992               | 41 299             | 4,8 %                   |
| 1920 рік | 4,798               | 87 032             | 5,5 %                   |
| 1921 рік | 4,113               | 98 086             | 4,2 %                   |
| 1922 рік | 6,514               | 129,263            | 5 %                     |
| 1923 рік | 10,138              | 195 063            | 5,2 %                   |
| 1924 рік | 10,238              | 159 939            | 6,4 %                   |
| 1925 рік | 4,933               | 125,366            | 2,9 %                   |
| 1926 рік | 5,112               | 135,011            | 3,8 %                   |
| 1927 рік | 5,165               | 161,548            | 3,4 %                   |
| 1928 рік | 4,165               | 129 047            | 3,2 %                   |
| 1929 рік | 4,581               | 140 086            | 3,3 %                   |
| 1930 рік | 5,171               | 135,403            | 3,8 %                   |
| 1931 рік | 3,045               | 64 922             | 4,7 %                   |
| 1932 рік | 2,089               | 37,626             | 5,5 %                   |
| Всього   | 72 054              | 1 639 691          | 4,4 %                   |

## Освіта
німецькі школи:
- Deutsche Schule Temperley
- Deutsche Schule Villa Ballester
- Goethe-Schule (Буенос-Айрес)
- Pestalozzi-Schule (Буенос-Айреса)

Історичні німецькі школи:
- Hölters Schule
- Nordschule (Мартінес[en])
- Deutsche Schule (Вілья-Аделіна)
- Reuter-Schule (Буенос-Айрес)
- Rudolf-Steiner-Schule (Флорида[en])
- Німецька школа (Морено[en])
- Німецька школа (Мунро[en])
- Gartenstadtschule — Colegio Ciudad Jardin (Ель-Паломар[en])
- Deutsche Schule Eduardo L. Holmberg (Кільмес)
- Colegio Alemán «Steck» (Вілья-Хенераль-Бельграно[en]])
- Deutsche Schule Кордова
- Johann-Gutenberg-Schule (Мар-дель-Плата)

## Відомі німці Аргентини
Детальніші відомості з цієї теми ви можете знайти в статті Список німецьких аргентинців.
Це не вичерпний список.
- Альберто Амман, актор кіно і телебачення
- Роберто Арльт (автор оповідань, романіст і драматург)
- Фабіан Ассманн (футболіст)
- Крістіан Бах (актриса)
- Марія Луїза Бемберг (попередній власник Quilmes, сценарист, режисер і актриса)
- Ельза Борнеманн (одна з найважливіших письменниць дитячої літератури в Латинській Америці)
- Сільвіна Буллріч (письменниця)
- Патрисія Буллріч (політик)
- Маріо Бунхе (філософ і фізик)
- Тамара Бунке (комуністична революціонерка)
- Серхіо Деніс (співак і автор пісень); його справжнє ім'я Ектор Омар Гофман.
- Еріх Елісказес (шахіст)
- Волтер Ейхорн (власник готелю, готель Eden)
- Іда Ейхорн (власник готелю, Eden Hotel)
- Хуан Еснайдер (футболіст)
- Родольфо Фішер (футболіст)
- Родольфо Фройде (близький радник президента Аргентини Хуана Перона, був директором інформаційного відділу)
- Матіас Фріцлер (футболіст)
- Адольфо Гайч (футболіст)
- Паоло Гольц (футболіст)
- Клаудіо Граф (футболіст)
- Габрієль Гайнце (футболіст)
- Вальтер Геррманн (баскетболіст)
- Natty Hollmann (також відома як Naty Petrosino, обрана «Міжнародною жінкою року» — 2006 — автономним регіоном Валле д'Аоста в Північній Італії, номінована на Нобелівську премію миру 2009)
- Рене Гаусман (футболіст)
- Хуан Хосе Імхофф (регбіст)
- Вальтер Каннеманн (футболіст)
- Нестор Кіршнер (колишній президент Аргентини) і його сестра Алісія Кіршнер (міністр, сенатор і губернатор)
- Крістіна Кіршнер (колишній президент Аргентини: її мати, Офелія Вільгельм, має німецьке походження)
- Отто Краузе (інженер і педагог)
- Лукас Ліхт (футболіст)
- Федеріко Луссенхофф (футболіст)
- Леонардо Маєр (тенісист)
- Хосе Луїс Мейснер (колишній президент клубу Кільмес Атлетіко)
- Ніколь Нойман (модель)
- Гектор Герман Остерхельд (автор коміксів, якого вважають найбільшим південноамериканцем, який працював у своїй галузі)
- Себастьян Предігер (футболіст)
- Еріх Прібке (колишній офіцер СС, Барілоче)
- Карлос Ройтеманн (колишній гонщик Формули-1 і політик)
- Евелін Шайдл (телеведуча)
- Фрідріх Шикенданц (хімік і філософ)
- Родріго Шлегель (футболіст)
- Джонатан Шунке (футболіст)
- Габріель Шюррер (футболіст)
- Федеріко Зеебер (тележурналіст)
- Себастьян Шпренг (візуальний художник, журналіст)
- Рене Стріклер (актор)
- Гвідо Сюллер (телезірок)
- Сільвія Зюллер (актриса)
- Nieves Zuberbühler (репортер)
- Сантьяго Цурбрігген (футболіст)
- Ернесто Торнквіст (видатний менеджер, він заснував банк Торнквіста, місто Торнквіста та Партію Торнквіста в провінції Буенос-Айрес серед багатьох інших внесків)
- Маріано Вернер (автогонщик)
- Крістіан фон Верніх (сумнозвісний римо-католицький капелан поліції провінції Буенос-Айрес під час Брудної війни)
- Мартіна Стоссель (актриса, танцівниця, співачка, модель)
- Федеріко Стурценеггер (економіст, президент Центрального банку)
- Хав'єр Вебер (гандболіст, бронзовий призер Сеула '88)
- Алехандро Вібе (телеведучий, псевдонім «Марлі»)